# アンリ・ヴュータン
アンリ・フランソワ・ジョゼフ・ヴュータン（Henri François Joseph Vieuxtemps, 1820年2月17日 - 1881年6月6日）は、フランスで活躍したベルギー人のヴァイオリニスト・作曲家。

## 生涯

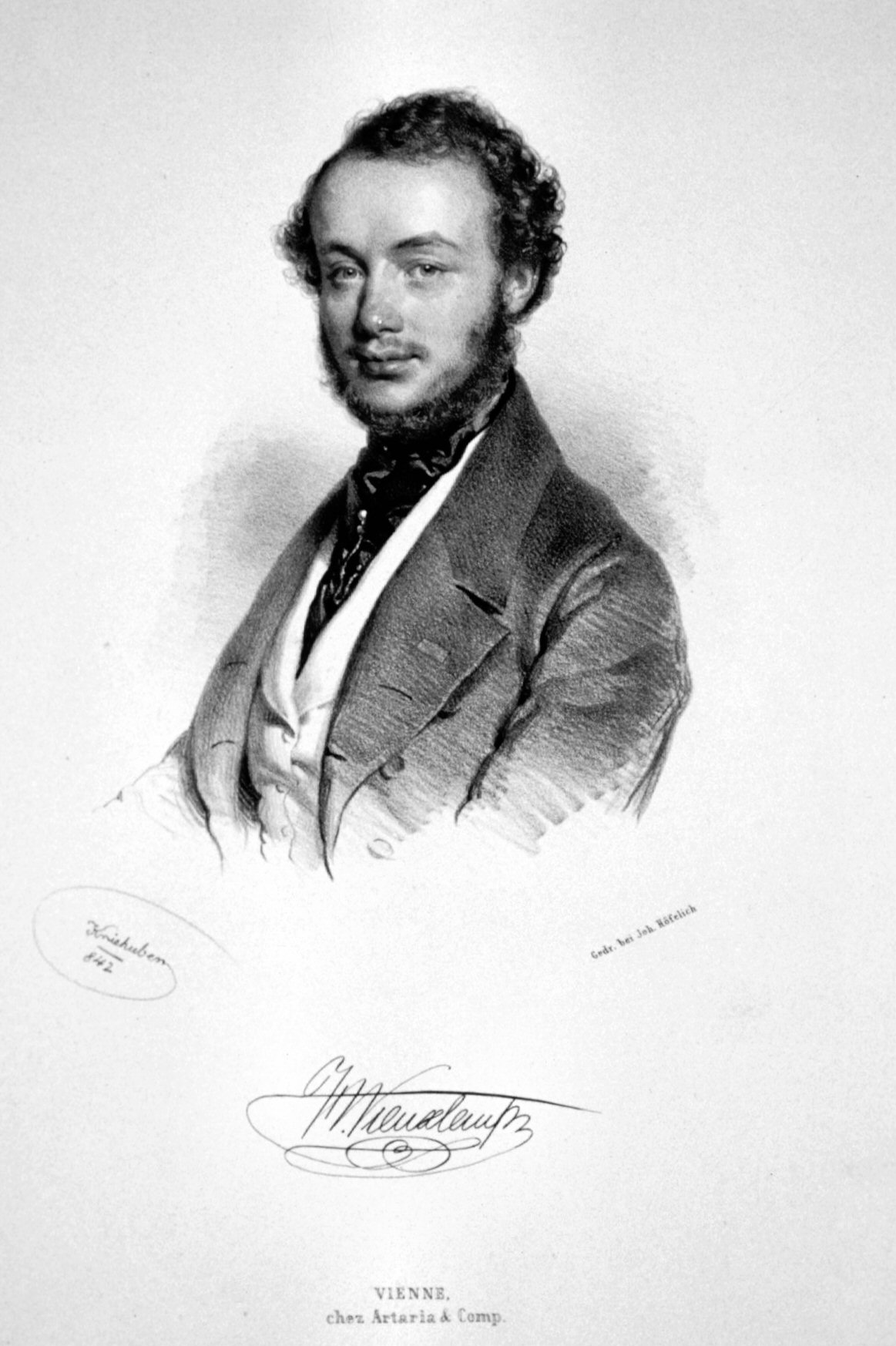
ヨーゼフ・クリーフーバーによる絵画。

ヴェルヴィエの織匠とヴァイオリン職工の家系に生まれる。音楽を愛好する家庭環境のもとに、アマチュアの父親と地元の音楽家からヴァイオリンの手ほどきを受け、6歳でピエール・ロードの作品を弾いて公開デビューを果たした。
まもなく周辺の都市でも演奏するようになり、ブリュッセルでシャルル・ド・ベリオの知遇を得て師事するようになる。1829年にベリオに連れられてパリに向かい、この地でもロードの協奏曲を演奏して、大成功のうちにデビューをおさめた。だが翌年には七月革命が勃発した上、師のド・ベリオがマリーア・マリブランとイタリアに駆け落ちしたため、単身ブリュッセルに戻って演奏旅行に備えなければならなかった。その後は自力でヴァイオリンの演奏技巧に磨きをかけた。
1833年のドイツ楽旅では、ルイ・シュポーアやシューマンとも親交を結び、シューマンからは「小さなパガニーニ」になぞらえられた。それから10年間はヨーロッパ各地を歴訪しては、聴衆ばかりかベルリオーズやパガニーニのような大音楽家さえも、超絶技巧によって圧倒した。
そのかたわら、作曲家への憧れから、1835年の冬からウィーン音楽院に留学してジーモン・ゼヒターに音楽理論と対位法を、翌1836年からはパリでアントニーン・レイハ（アントワーヌ・ライヒャ）に作曲を師事。最初のヴァイオリン協奏曲（後に≪ヴァイオリン協奏曲 第2番≫として出版）は、この頃の習作である。
≪ヴァイオリン協奏曲 第1番≫は、1839年のサンクトペテルブルクにおける世界初演と、その翌年のパリ初演において絶賛され、ベルリオーズから「ヴァイオリンと管弦楽のための格調高い交響曲」と評された。ヴュータンはパリを拠点に作曲家として大躍進を続け、演奏家としてピアニストのジギスモント・タールベルクをパートナーに、ヨーロッパ各地ばかりでなく、アメリカ合衆国においても活躍した。とりわけロシア帝国で尊敬をかち得て、1846年から1851年まで、ニコライ1世の宮廷音楽家と帝室劇場の首席演奏家に任命されてペテルブルクに定住、また教師としてペテルブルク音楽院ヴァイオリン科のその後の繁栄の基礎を固めた。
1871年に帰国し、ブリュッセル音楽院の教授として、ウジェーヌ・イザイらの逸材を輩出する。1873年には脳卒中による麻痺により左半身の自由を奪われたため、音楽院の講座をヘンリク・ヴィエニャフスキにゆだねて、パリに渡って治療に専念した。次第に快復するかに見えた矢先の1879年、発作が再発、それきり演奏家としての経歴に終止符が打たれた。最晩年は娘夫婦の暮らすアルジェリアに引き取られ、大ムスタファ（Mustapha Supérieur）療養所において余生を過ごして作曲活動を続けたが、もはや演奏できず、ヨーロッパの芸術文化の中心地から遠く引き離され、自作が演奏されるのも聞くことさえままならぬ我が身の不幸を嘆いていた。1881年6月3日、外の空気を吸うために庭に出ようとアームチェアから立ち上がるやいなや、四度目の麻痺に襲われ倒れた。麻痺は以前まで問題のなかった右半身にも及んでおり、話すことも次第に困難になっていった。できる限りのことはすべてなされたが、その甲斐もなく、6月6日午前四時に死去 (満61歳没)。

## 作品
ヴュータン作品の根幹をなすのはヴァイオリン曲であり、7曲ある協奏曲と、変化に富んだ短いサロン小品が含まれるが、生涯の終わりにかけてヴァイオリン演奏を断念してから、しばしば他の楽器に切り替え、2つのチェロ協奏曲と1つのヴィオラ・ソナタなどを作曲した。弦楽四重奏曲は3曲ある。しかしながら、ヴュータンがヴァイオリンの歴史において、フランコ＝ベルギー奏派の卓越した演奏家として重要な地位を占めているのは、やはり7曲のヴァイオリン協奏曲のおかげである。
ヴュータンの協奏曲は、上記のベルリオーズの語録からも分かるように、独奏楽器とオーケストラのシンフォニックな一体感や音色の対比を追究した作品に仕上げられ、メンデルスゾーンやウェーバー、リストを思わせる楽章の結合や形式の実験など、作曲技法でも創意を示している。この意味で、同時代の演奏家による協奏曲にありがちな、独奏楽器がオーケストラをしたがえて超絶技巧を誇示する作例とは、ヴュータンは一線を画している。晩年のチェロ協奏曲は、ヴュータンの鬱屈した心理状態を表白するかのように、重苦しい情感に満たされている。

### ヴァイオリン協奏曲
- ヴァイオリン協奏曲第1番ホ長調　op. 10 （1840年）

ヴァイオリン協奏曲で初めてシンバルを使用した作品
- ヴァイオリン協奏曲第2番嬰ヘ短調　op. 19 （1836年）
- ヴァイオリン協奏曲第3番イ長調　op. 25 （1844年）
- ヴァイオリン協奏曲第4番ニ短調 op. 31 （1850年頃）

ヴァイオリン協奏曲で初めてハープを使用した作品
- ヴァイオリン協奏曲第5番イ短調「ル・グレトリ」 op. 37 （1858年）
- ヴァイオリン協奏曲第6番ト長調　op. 47 （遺作op. 1）（1881年）
- ヴァイオリン協奏曲第7番イ短調 「イェネー・フバイに献呈」 "À Jenő Hubay"　op. 49 （遺作Op. 3）（1883年）

このうち現在、最も演奏回数が多く、また完成度が高いといわれているのは第4番、第5番である。

### チェロ協奏曲
- チェロ協奏曲第1番イ短調　op. 46
- チェロ協奏曲第2番ロ短調　op. 50 （遺作op. 4）

### ヴァイオリンと管弦楽による作品
- ファンタジー・カプリース op. 11
- ロシアの想い出 op. 21
- 熱情的幻想曲（ファンタジア・アパッショナータ） op. 35
- バラードとポロネーズ op. 38（1858年頃）

### ヴァイオリンとピアノによる作品
- パガニーニを讃えるカプリース op. 9
- ソナタ op. 12
- アメリカの思い出「ヤンキードゥードゥル」Op.17
- 「ドン・ジョヴァンニ」の主題による二重協奏曲 op. 20
- 6つの小品 op. 22
- スラヴ民謡による大幻想曲 op. 27
- 3つの小品 op. 32

### ヴィオラによる作品
- ヴィオラとピアノのための悲歌 ヘ短調 op. 30 （1854年頃）（Élégie）
- ヴィオラとピアノのためのソナタ 変ロ長調 op. 36 （1863年）
- 無伴奏ヴィオラのための奇想曲 「パガニーニへのオマージュ」 ハ短調 op. 55 （遺作Op. 9） （Capriccio "Hommage à Paganini"）
- ヴィオラとピアノのための未完成ソナタ （アレグロとスケルツォ） 変ロ長調 op. 60 （遺作op. 14） （Sonate inachevée）
- 無伴奏ヴィオラのための練習曲 ハ短調 （Étude）

### 合唱と管弦楽による作品
- ベルギー国歌による序曲